# Neustädter Kirche (Hofgeismar)

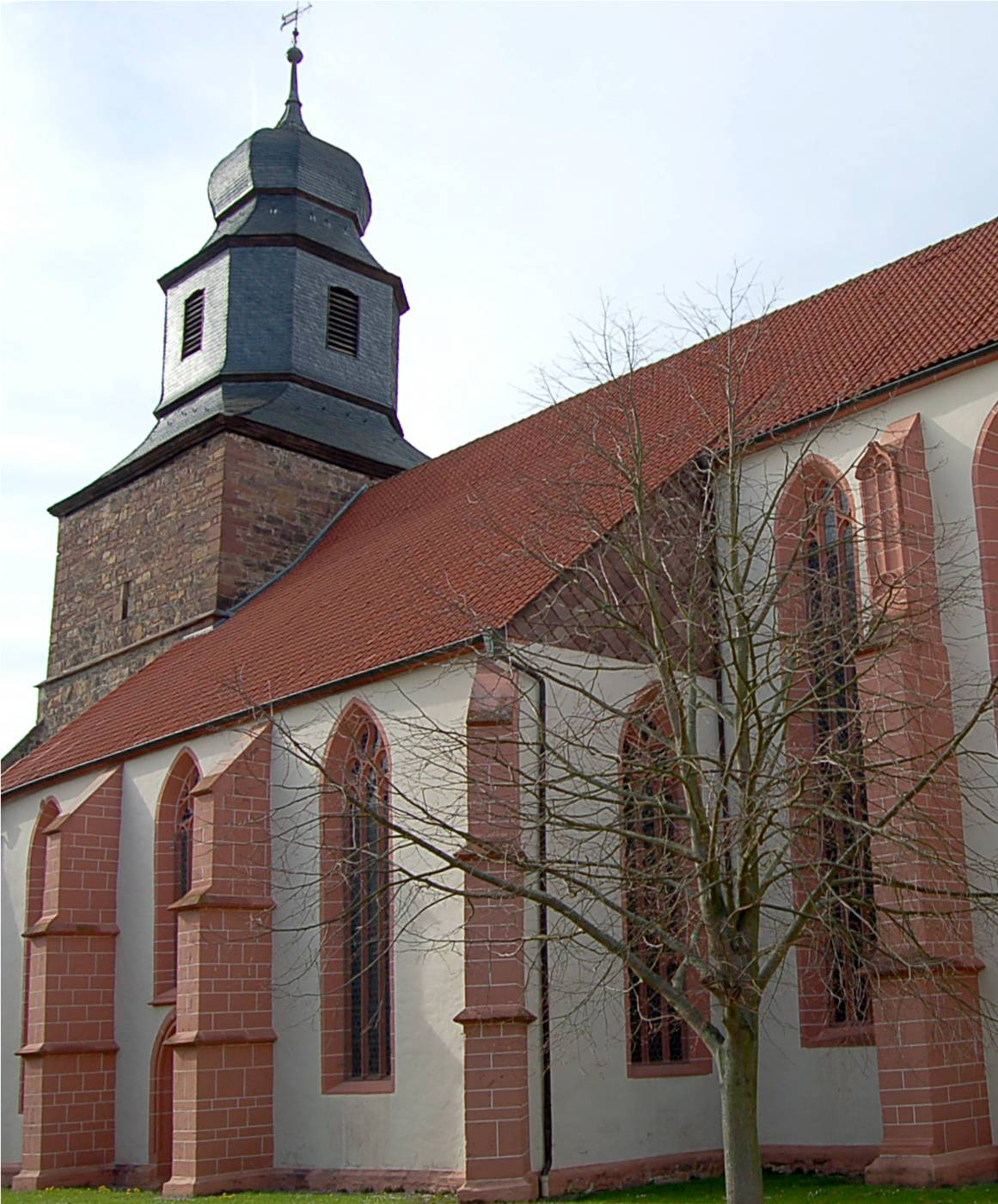
Neustädter Kirche

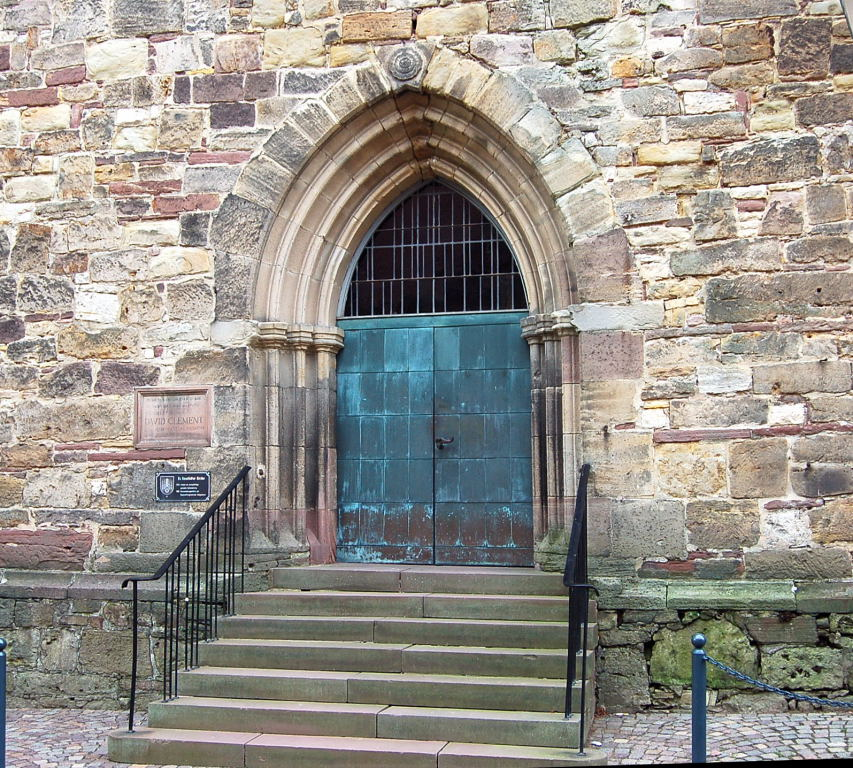
Eingang zur Neustädter Kirche im Jahre 2006. Der Treppenaufgang ist heute (2015) behindertengerecht umgebaut.

Die Neustädter Kirche ist die ab dem 14. Jahrhundert in der „Neustadt“ von Hofgeismar errichtete Kirche.

## Architektur
Die Neustädter Kirche wurde als dreischiffige Hallenkirche errichtet und verfügt über zahlreiche interessante Baudetails. Die bis zu sechs Seitenaltäre wurden nach der Reformation aus der ehemals katholischen Kirche entfernt. Der massive Westturm der Kirche mit 1,50 m starken Quadermauern erhielt im Jahre 1460 ein Turmobergeschoss. Den Turm ziert heute eine barocke Zwiebelhaube aus dem 18. Jahrhundert.

## Geschichte
Stadtrechte erhielt die Siedlung „Hove Geismari“ 1223 durch den Mainzer Erzbischof Sigfried II., nachdem sie sich bereits zum Mittelpunkt eines Kirchsprengels entwickelt hatte. Zum weltlichen Machtbereich des Erzbistums Mainz gehörte damals auch der Bereich zwischen Diemel und oberer Weser. Der Archidiakonatssitz bestand mit einem Kollegiatstift an der Altstädter Kirche, der Liebfrauenkirche.
Nach der Verleihung der Stadtrechte wuchs die Bevölkerung von Hofgeismar stark an. Das alte Stadtgebiet wurde um im 13. Jahrhundert durch die Neustadt erweitert. Baubeginn der Neustädter Kirche war am 22. Mai 1341, was eine Inschrift am Westeingang der Kirche belegt. Die Kirche wurde – ebenso wie die Altstädter Kirche – der Gottesmutter Maria geweiht.
Bereits im 16. Jahrhundert wird aus der Kirche ein Gotteshaus der Protestanten. Unter der Herrschaft des Landgrafen Philipp I. wurde Hofgeismar – inzwischen ein Städtchen der Landgrafschaft Hessen – protestantisch. Hessen gehörte neben Sachsen und Württemberg zu den Vorkämpfern der Reformation im Deutschen Reich.

## Französische Glaubensflüchtlinge in Hofgeismar

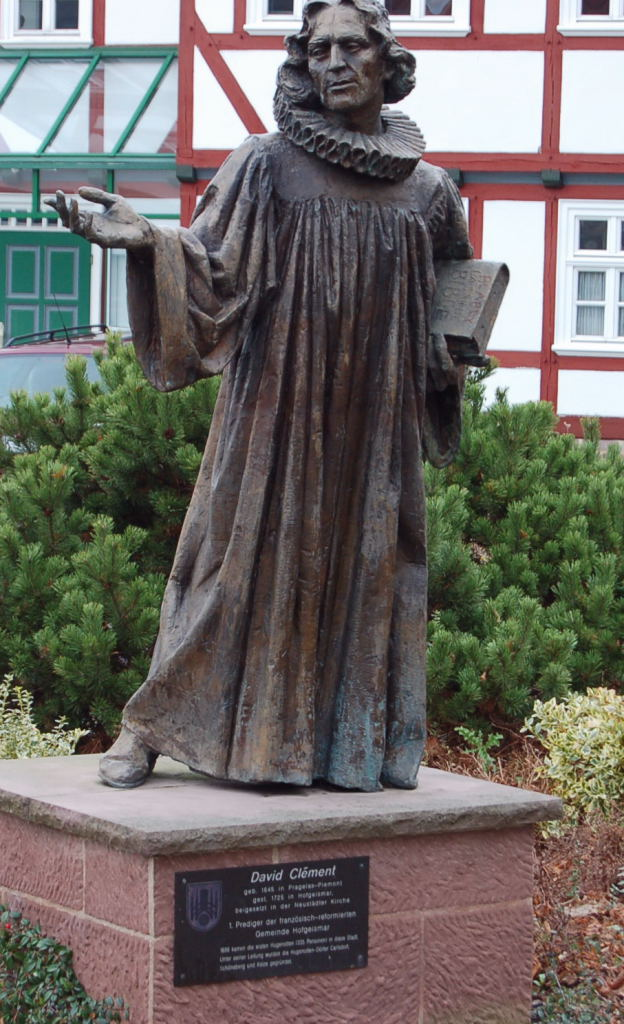
David Clément

Landgraf Carl von Hessen siedelte in der zweiten Hälfte des 17. Jahrhunderts auch in der Stadt Hofgeismar französische Glaubensflüchtlinge (Hugenotten) an, die nach dem Edikt von Fontainebleau und der Aufhebung der Religionsfreiheit in Frankreich im Jahre 1685 ihre Heimat verloren hatten. Ebenso fanden hier Hugenotten und Waldenser Flüchtlinge eine neue Heimat, die 1698 auf Befehl Ludwig XIV. vertrieben worden waren. Nach 1698 bildeten sich nach der Vertreibung von Waldensern (aus dem französischen Staatsgebiet (z. B. um Orpierre) und aus dem Piemont) auch in anderen Gegenden Deutschlands waldensische Gemeinden.
In Hofgeismar wurde am 22. Februar 1686 eine französisch-reformierte Gemeinde gegründet. Seit 1686 wurden in der Hofgeismarer Neustädter Kirche sowohl die Gottesdienste der deutsch-reformierten Gemeinde als auch der französisch-reformierten Christen abgehalten. Der erste Pfarrer der französischen Gemeinde, David Clément, starb am 29. Januar 1725 in Hofgeismar, woran eine Gedenktafel an der Neustädter Kirche sowie eine unweit der Kirche errichtete Statue erinnern. Seine Eintragungen im Kirchenbuch der Gemeinde in den Jahren 1686 bis 1725 geben Auskunft über die Amtshandlungen in der französisch-reformierten Gemeinde in Hofgeismar, später aber auch in Carlsdorf, Kelze und Schöneberg. Nach der zweiten Einwanderungswelle französischer Glaubensflüchtlinge nach Hessen-Kassel im Jahre 1699 wurde 1704 eine zweite Pfarrstelle für die neu entstandenen Ortschaften in Carlsdorf und Schöneberg errichtet.